# Giampiero Pinzi
Giampiero Pinzi (* 11. März 1981 in Rom) ist ein italienischer ehemaliger Fußballspieler auf der Position eines Mittelfeldspielers.

## Karriere
Giampiero Pinzi begann seine Karriere bei Udinese Calcio in der Serie A, hier gelang ihm bereits in seiner zweiten Saison den Sprung in die Stammformation. In der Folge konnte er sich dank seiner guten Leistungen in der Stammelf behaupten. 2005 wurde Pinzi von Marcello Lippi erstmals in den Kader der italienischen Nationalmannschaft berufen und debütierte am 30. März 2005 beim 0:0 gegen Island.
Im Sommer 2008 wechselte Pinzi von Udinese leihweise zu Chievo Verona.

## Erfolge
- Italienischer Pokalsieger: 1999/2000
- U-21-Europameister: 2004
- Olympia-Bronzemedaille: 2004